# Prohibicionismo de la prostitución
El prohibicionismo de la prostitución es un modelo teórico jurídico que  considera que la prostitución es moralmente inaceptable y por eso no acepta su reconocimiento en el mundo jurídico.
El prohibicionismo suprime penalmente la prostitución y la considera un delito. El prohibicionismo, liderado por cristianos que defienden el concepto de la familia cristiana, es una corriente moralista conservadora anti-prostitución que considera que la prostitución es un pecado que atenta contra la noción de familia occidental y cristiana. Suprime  la prostitución oficializada o estatal,   impone una condena moral a las prostitutas y supone la criminalización de las mismas.
La moral sexual católica condena la prostitución por pecaminosa, tanto para la mujer como para el varón prostituyente o cliente, ya que peca también quien paga por obtener placer sexual de otro. La prostitución es considerada un desorden moral grave, porque cuando alguien vende su cuerpo, «vende su alma».  Es un criminal todo aquel que busca los servicios de una prostituta.

La prostitución no sólo destruye vidas, matrimonios y familias, sino que también destruye el espíritu y el alma de una manera que conduce a la muerte física y espiritual».

Si la prostitución es considerada una actividad inmoral, es un vicio al cual el estado debe prohibir y las prostitutas, no sus clientes, deben ir a la cárcel.

2355 La prostitución atenta contra la dignidad de la persona que se prostituye, puesto que queda reducida al placer venéreo que se saca de ella. El que paga peca gravemente contra sí mismo: quebranta la castidad a la que lo comprometió su bautismo y mancha su cuerpo, templo del Espíritu Santo (cf 1 Co 6, 15-20). La prostitución constituye una lacra social. Habitualmente afecta a las mujeres, pero también a los hombres, los niños y los adolescentes (en estos dos últimos casos el pecado entraña también un escándalo). Es siempre gravemente pecaminoso dedicarse a la prostitución, pero la miseria, el chantaje, y la presión social pueden atenuar la imputabilidad de la falta.

El prohibicionismo se opone a la despenalización del trabajo sexual.
En la Antigua Roma la prostitución era regulada, pero con la llegada del cristianismo, la nueva Iglesia no podía ni aprobar ni reconocerla.